# バンコク・メトロ
バンコク・メトロは、タイの首都バンコクおよび首都圏を走る高速鉄道網である。正式名称はMRT （Mass Rapid Transit）。タイ大量高速輸送公社 (MRTA) により建設されている。
更には、「バンコク・メトロ」(Bangkok Metro Public Company limited, BMCL) は、2015年に バンコク・エキスプレスウェイ(BECL) と合併した際、社名をバンコク・エクスプレスウェイ・アンド・メトロへと変更した旧社名でもある。
各路線は、バンコク・エクスプレスウェイ・アンド・メトロ、略称BEM）、イースタン・バンコク・モノレール（略称 EBM）、ノーザン・バンコク・モノレール（略称 NBM）が運営している。

## 概要

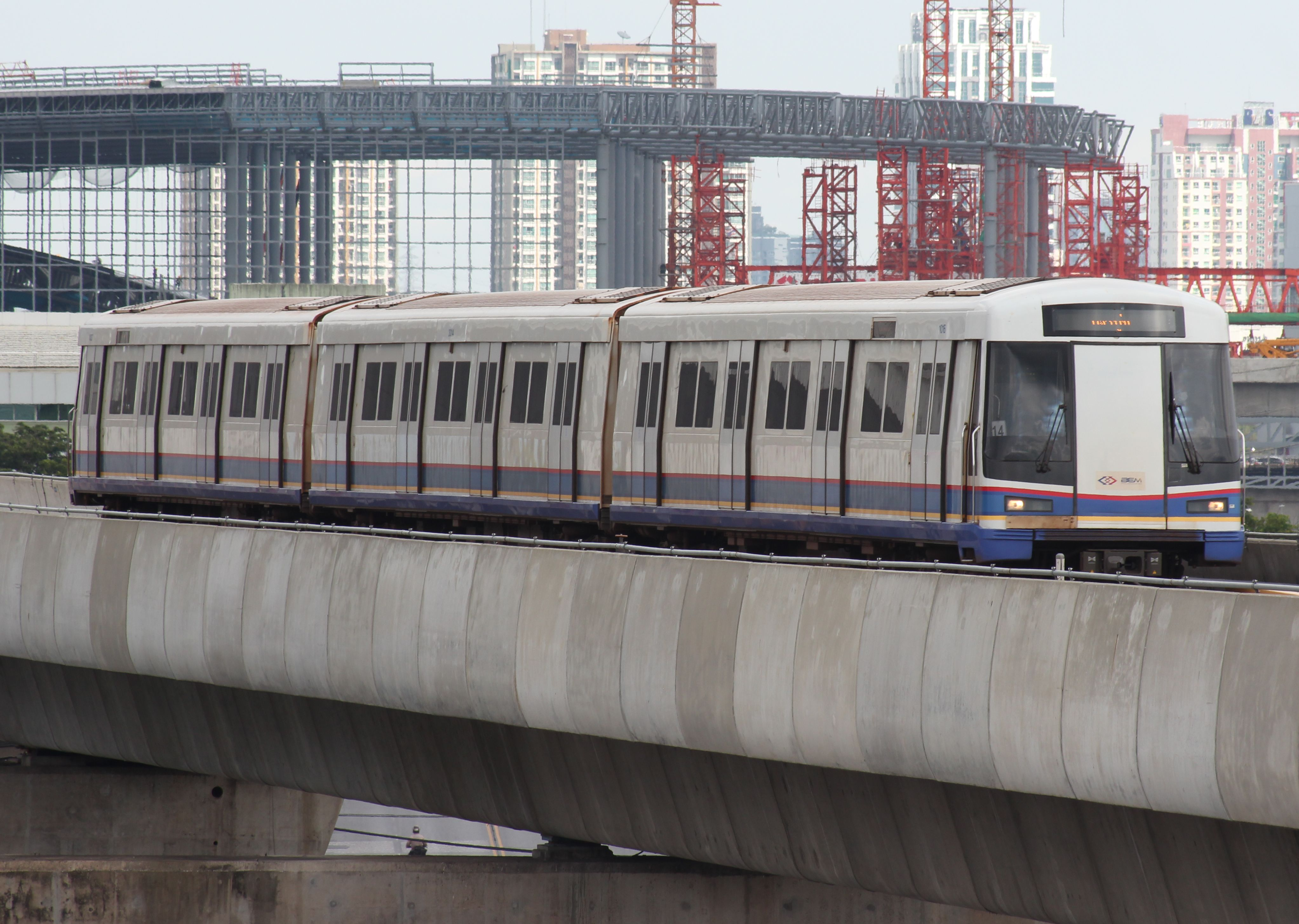
ブルーライン用車両(IBL型)

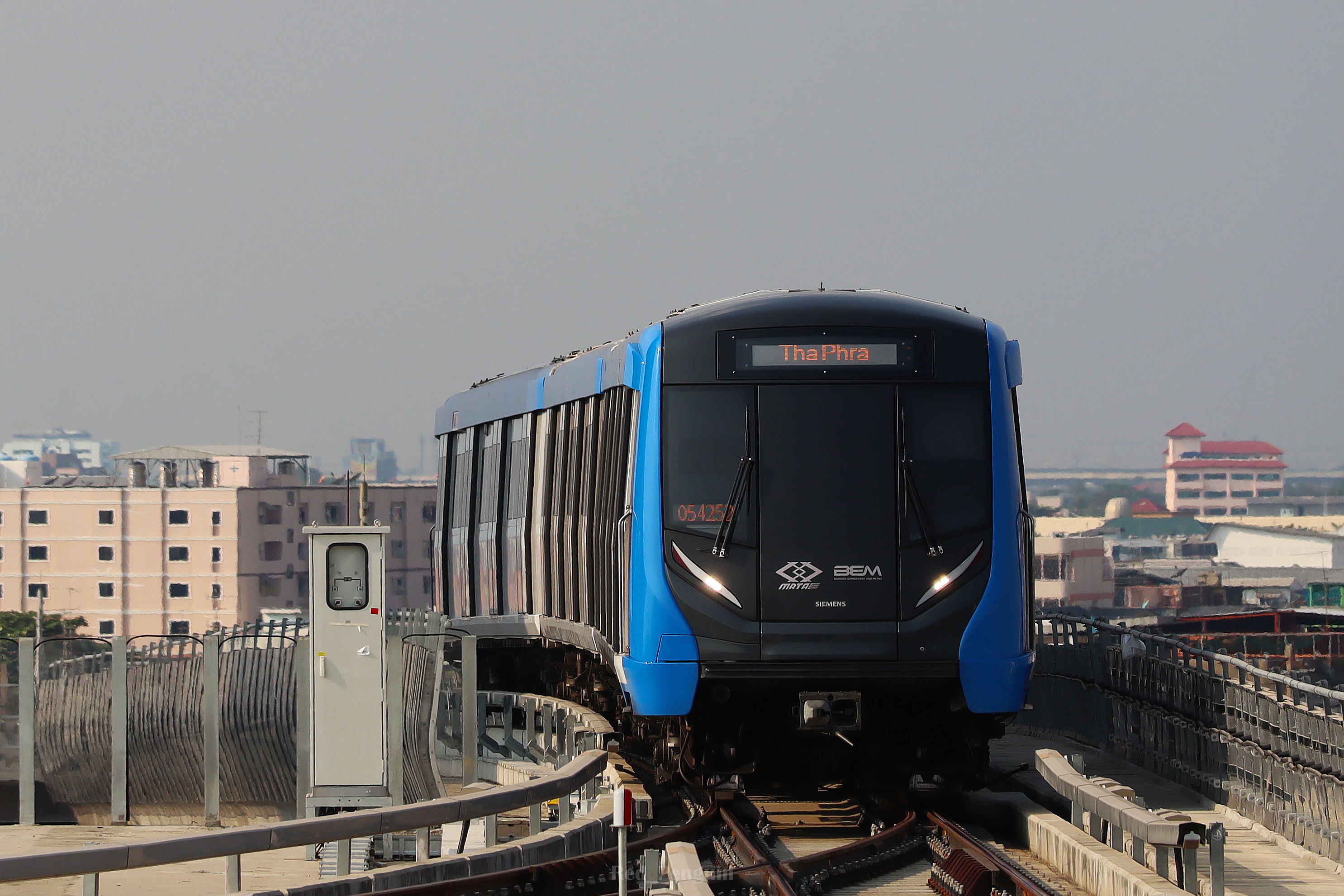
タープラ駅に接近するBLE型

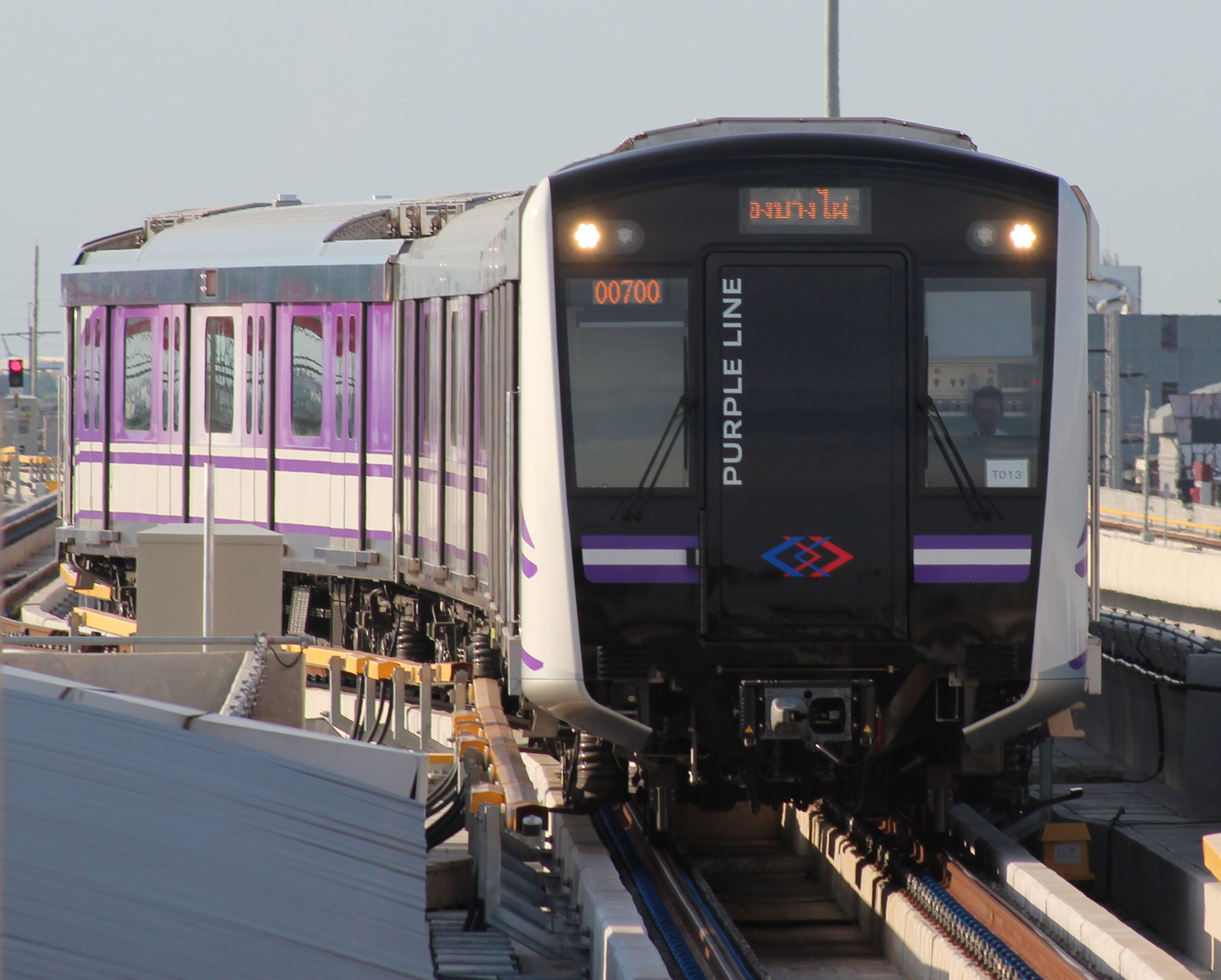
パープルライン用車両

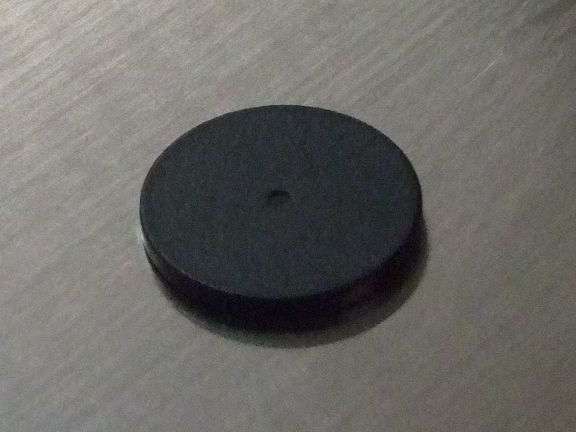
樹脂メダル型のチケット（トークン）

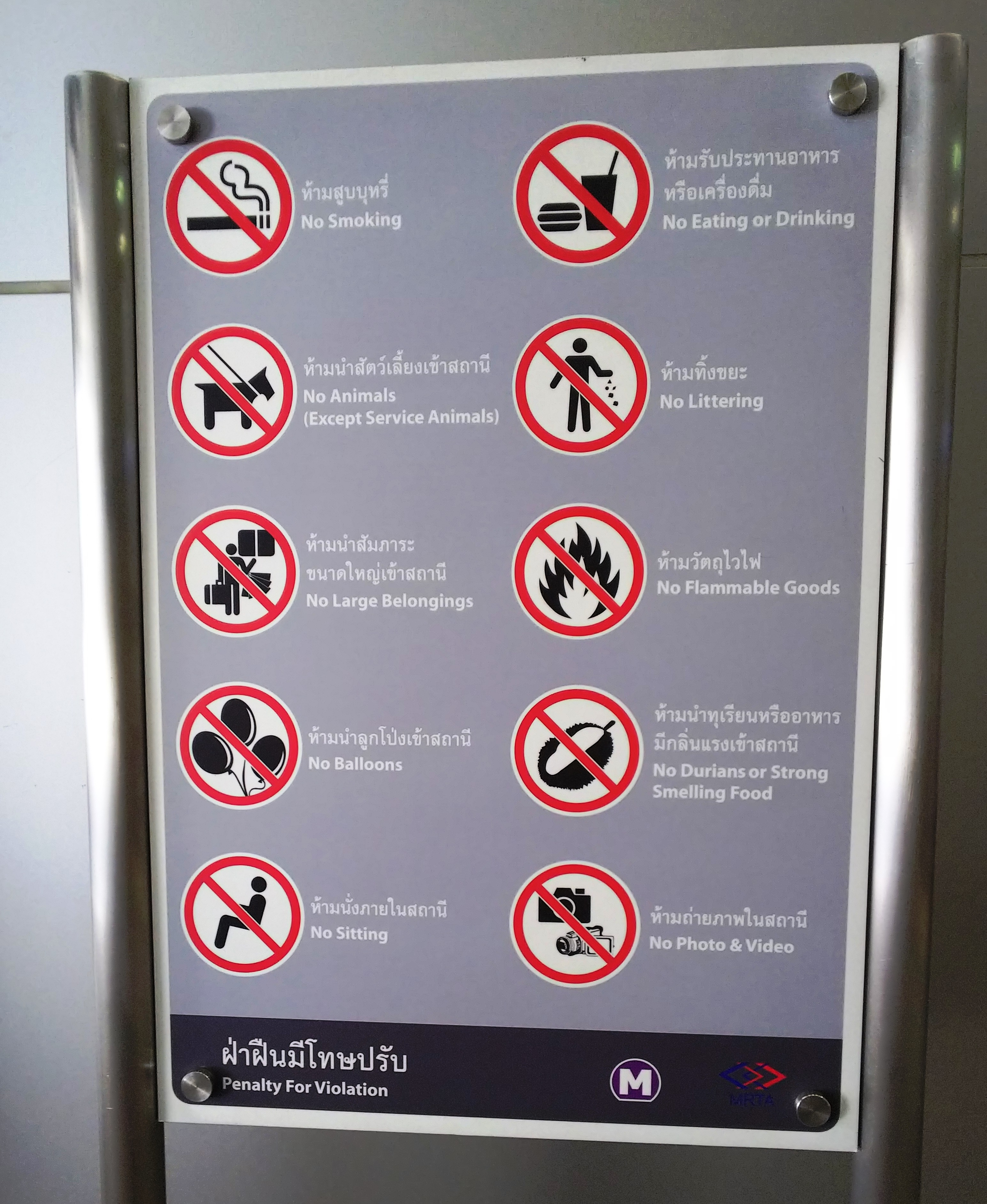
駅構内での禁止事項（撮影は禁止されている）

MRTはバンコク首都圏において増加する輸送需要への対応及び慢性的な交通渋滞の緩和を図り、タイの経済発展と温室効果ガスの排出削減を通じて、都市環境の改善に寄与する目的で建設された。
国営のタイ高速度交通公社（英語: Mass Rapid Transit Authority of Thailand、略称MRTA）が路線の建設や施設の保有を行い、民間会社が運営を行う上下分離方式を採用している。

### 車両
ブルーライン、パープルラインともに軌間は標準軌（1,435 mm）で、直流750 Vによる第三軌条集電方式である。最高時速は80 km/h。イエローライン、ピンクラインはアルヴェーグ式モノレールであり、ボンバルディア社のen:Innovia Monorail 300が導入され、無人運転が行われている。最高時速は80 km/h。

### 駅
洪水発生時に濁流が地下のコンコース・ホームに流れ込むのを防ぐため、地下駅では地上の出入口にはわざと上り階段が設けられており、地面より1〜1.5 mほどの高さの階段を上ったあとに地下へ降りるようになっている。高架駅ではコンコースやホームに濁流が流れ込む恐れはないものの、地上の出入口と直結したエスカレーター、エレベーターはともに地面と直に接していない（階段ないしスロープを上る）などブルーライン同様に洪水対策が施されている（BTSなどでも同様）。
ゲート式の金属探知機と係員の目視によるセキュリティ・チェックが、コンコース階で行われている。ブルーラインのうち最初に開業した地下駅（バーンスー駅 - フワランポーン駅間）では各出入口ごとに必ずゲートが設けられたため、列車には乗車せず駅構内の改札外通路を通り抜けるだけでもセキュリティ・チェックを受けなければならないが、ブルーラインのうち2017年以降に延伸した区間の各駅とパープルラインの各駅では各改札口の手前のみに設置されている。なお、ゲートでブザーが鳴るとカバンの中身を係員に見せなければならない。
自動券売機はタッチパネル式のものが置かれている。画面上のマップに表示された駅の部分をタッチして運賃を支払うとトークン（と全て硬貨によるお釣り）が出てくるので、そのトークンを自動改札機にタッチして入場する。イエローライン、ピンクラインは、トークンではなく非接触ICカードである。下車駅では、自動改札機にある投入口にトークン、カードを投入して出場する。なお、現在はプリペイド式ICカード「MRTカード」（メトロ専用）または「メンムムカード」（メトロ以外の一部の交通機関でも利用可能）も発売されており、予めチャージしておけばトークンを買う手間が省ける。なお、イエローライン、ピンクラインに限り、BTSが発行しているラビット・カードに対応しているほか、VISA、Mastercardの非接触決済にも対応している。
ブルーライン、パープルラインでは、駅のエスカレーター、エレベーターは三菱電機製が納入されている。
ホームは、パープルラインは全て島式だが、ブルーラインは駅により相対式（重層の駅もある）または島式。イエローライン、ピンクラインは全て相対式である。ホームドアは、3路線ともに高架駅では全てのホームで可動式ホーム柵が、地下駅（ブルーラインのみ）では全てのホームでフルスクリーンタイプが、それぞれ採用されている。
パープルラインの各駅（タオプーン駅を含む）では、駅構内に個室の公衆トイレが設置されている。ブルーラインの各駅では基本的に乗客が利用できる公衆トイレの設置はないが、我慢できない場合は係員に申し出ることで職員用のトイレを貸してくれる（壁面にイラストとともにそのように記載）。なお、駅構内の設備についてはバンコク・メトロのウェブサイト内「Route Map」から確認できる。また、パープルラインの全駅と、ブルーラインのうち2017年以降に開業した新駅の自動券売機にはICカードリーダーが取り付けられており、チャージのほか、残高や利用履歴の確認も可能である。イエローライン、ピンクラインの全駅の自動券売機には、ラビットカードのチャージ機能がある。
なお、以下の行為は、駅構内で禁止されている（2019年9月時点）。
- 写真・動画の撮影 - 職員から撮影を止めるよう注意される[注釈 5]（ブルーライン、パープルラインに限る）
- 喫煙
- 飲食（メトロモールを除く）
- 座り込み
- ゴミのポイ捨て
- 大きな荷物、バルーン（風船）、ドリアンを始めとした臭いのきつい食品、可燃物、ペット（身体障害者補助犬を除く）、銃剣類の持ち込み
- 向かいの座席に足を掛ける行為[注釈 6]

### 営業時間・ダイヤ
ブルーラインは、朝6時から深夜24時まで運行。全日同一ダイヤで、基本は7分間隔だが朝夕のラッシュ時間帯は4分間隔となる。
パープルラインは平日は朝5時30分から・土曜と休日は6時から、終了は深夜の24時頃（に終電が終着駅に到着するダイヤ）まで運行。基本は9分間隔だが、朝夕のラッシュ時間帯は6分間隔となる。
イエローラインは、朝6時から深夜24時まで運行。 基本は10分間隔だが、平日朝夕のラッシュ時間帯は5分間隔となる。

### 運賃
ブルーラインとパープルラインがタオプーン駅でつながったので、現在は両線を乗り通す場合は通し運賃となっている。全線を乗り通したラックソーン駅 - クローンバーンパイ駅間の運賃は70バーツである（割引制度あり、以下参照）。なお、バンコク・メトロのホームページで運賃検索が可能。
ブルーラインの運賃は乗車距離に応じて17 - 42バーツである（2022年1月時点）。なお、割引制度があり、子供及び高齢者は50%引き、学生は学生用ICカード利用で10%引きとなる。
パープルラインの運賃は乗車距離に応じて17 - 42バーツである（2019年9月時点）。なお、ブルーライン同様に割引制度があり、子供及び高齢者は50%引き、学生は学生用ICカード利用で10%引きとなる。
イエローライン、ピンクラインの運賃は、乗車距離に応じて15- 45 バーツである。（2023年7月時点）高齢者向けラビットカードの利用で50%引きとなる。
BTSとは異なり、1日乗車券はない。

## タイ高速度交通公社
タイ高速度交通公社 (タイ語: การรถไฟฟ้าขนส่งมวลชนแห่งประเทศไทย, 英語: Mass Rapid Transit Authority of Thailand, MRTA) は、タイ国内の公共交通路線の計画、建設、所有を行う国営企業である。1992年、首都圏高速交通公社(タイ語: องค์การรถไฟฟ้ามหานคร, 英語: Metropolitan Rapid Transit Authority) として設立、2000年12月1日、現名称に変更した。

## 歴史
ブルーラインの詳細については当該記事を参照。パープルラインの詳細については当該記事を参照。イエローラインの詳細については当該記事参照。
- 2004年 7月3日 - ブルーライン、バーンスー駅 (BL11) - フワランポーン駅 (BL28)開業
- 2004年7月3日にバーンスー - フワランポーン間が開通した。その後も延伸を繰り返し、2019年12月23日に全線開通　、バンコクでは初となる環状運転を開始した。翌2020年3月30日からは延伸区間の料金徴収を開始し、正式開業した。
- 2016年 8月6日 - パープルライン、クローンバーンパイ駅 (PP1) - タオプーン駅 (PP16)開業[9]
- 2017年 8月11日 - ブルーライン、タオプーン駅 (BL10) - バーンスー駅 (BL11)開業（パープルラインと接続開始）[10]
- 2019年12月23日 ブルーライン 全線開通[11][12][13]
- 2020年
  - 3月30日 - ブルーライン、全区間正式開業（運賃徴収開始）[14]。
  - 10月17日 - バンコク市内の学生デモが拡大した影響で1日中運行が停止される[15]。
- 2023年
  - 7月3日  - イエローライン、全区間正式開業（運賃徴収開始）
  - 12月18日  - ピンクライン、本線全区間正式開業（運賃徴収開始）予定
- 2024年
  - （計画） - オレンジライン 部分開業予定

## 路線
| 路線色                        | 路線名                                        | 運営                                                | 営業開始                                                    | 区間                                                                     | 営業キロ | 駅数 |
| ----------------------------- | --------------------------------------------- | --------------------------------------------------- | ----------------------------------------------------------- | ------------------------------------------------------------------------ | -------- | ---- |
|                               | ブルーライン （チャルーム・ラチャモンコン線） | BEM                                                 | 2004年7月3日                                                | タープラ駅 (BL01) - ラックソーン駅 (BL38)                                | 47 km    | 38   |
|                               | パープルライン （チャローン・ラチャタム線）   | BEM                                                 | 2016年8月6日                                                | クローンバーンパイ駅 (PP01) - タオプーン駅 (PP16)                        | 20.94 km | 16   |
| —                             | パープルライン （チャローン・ラチャタム線）   | 未定                                                | タオプーン駅 (PP16) - クルナイ駅 (PP33)                     | 23.6 km                                                                  | 18       |      |
|                               | イエローライン                                | EBM                                                 | 2023年7月3日                                                | ラートプラーオ駅 (YL1) - サムロン駅 (YL23)                               | 30.4 km  | 23   |
|                               | ピンクライン                                  | NBM                                                 | 2023年11月21日                                              | スーンラチャカーン・ノンタブリー駅 (PK1) - ミンブリー駅 (PK30)           | 34.5 km  | 30   |
| ピンクライン インパクトリンク | 未定                                          | NBM                                                 | ムアントンターニー駅 (PK10) - ムアントンターニー湖駅 (PKS2) | 3.1 km                                                                   | 3        |      |
|                               | オレンジライン 東側区間                       |                                                     | 建設中 2025年開通予定                                       | タイ文化センター駅 (OR13) - イェーク・ロムクラオ駅 (OR29)                | 22.6 km  | 17   |
| オレンジライン 西側区間       | 建設中                                        | バーンクンノン駅 (OR01) - タイ文化センター駅 (OR13) | 13.4 km                                                     | 11                                                                       |          |      |
|                               | ブラウンライン                                | —                                                   | 計画中                                                      | スーンラチャカーン・ノンタブリー駅 (B1) - イェーク・ラムサーリー駅 (B23) | 22.1 km  | 20   |

### ブルーライン（チャルーム・ラチャモンコン線）
2017年8月11日にバーンスー - タオプーン間が延伸開業したことで、パープルラインとの接続が実現した。
起点から時計回りに、タープラ - バーンスー - タオプーン - フワランポーン - タープラ - ラックソーンというルートを通っており、都営地下鉄大江戸線のような6の字型運転となっている。
高架駅であるタープラ駅は立体的に直交し、タープラ終着となる反時計回り方向の列車がラックソーン（或いはその逆）方向に乗り入れることはないが、構内併設の連絡線を経由して回送を行うことが可能。
車両基地は2か所あり、開業時にラーマ9世駅より約1 kmほど東に離れた場所に設けられたほか、延伸時にペチャカセム48駅より500 mほど南に下った場所にも新たに設けられた。他に、タープラ駅に留置線が併設されている。

### パープルライン（チャローン・ラチャタム線）
全区間が地上を走り、全駅が高架駅かつ島式ホームである。ブルーラインの延伸工事がパープルラインの開業に間に合わず、既存の鉄道路線から孤立していたことから当初の利用状況は低迷したが、2017年8月11日のブルーライン延伸開業により接続が実現してからは増加傾向にある。
車両基地はクローンバーンパイ駅の東側に設けられている。

### イエローライン

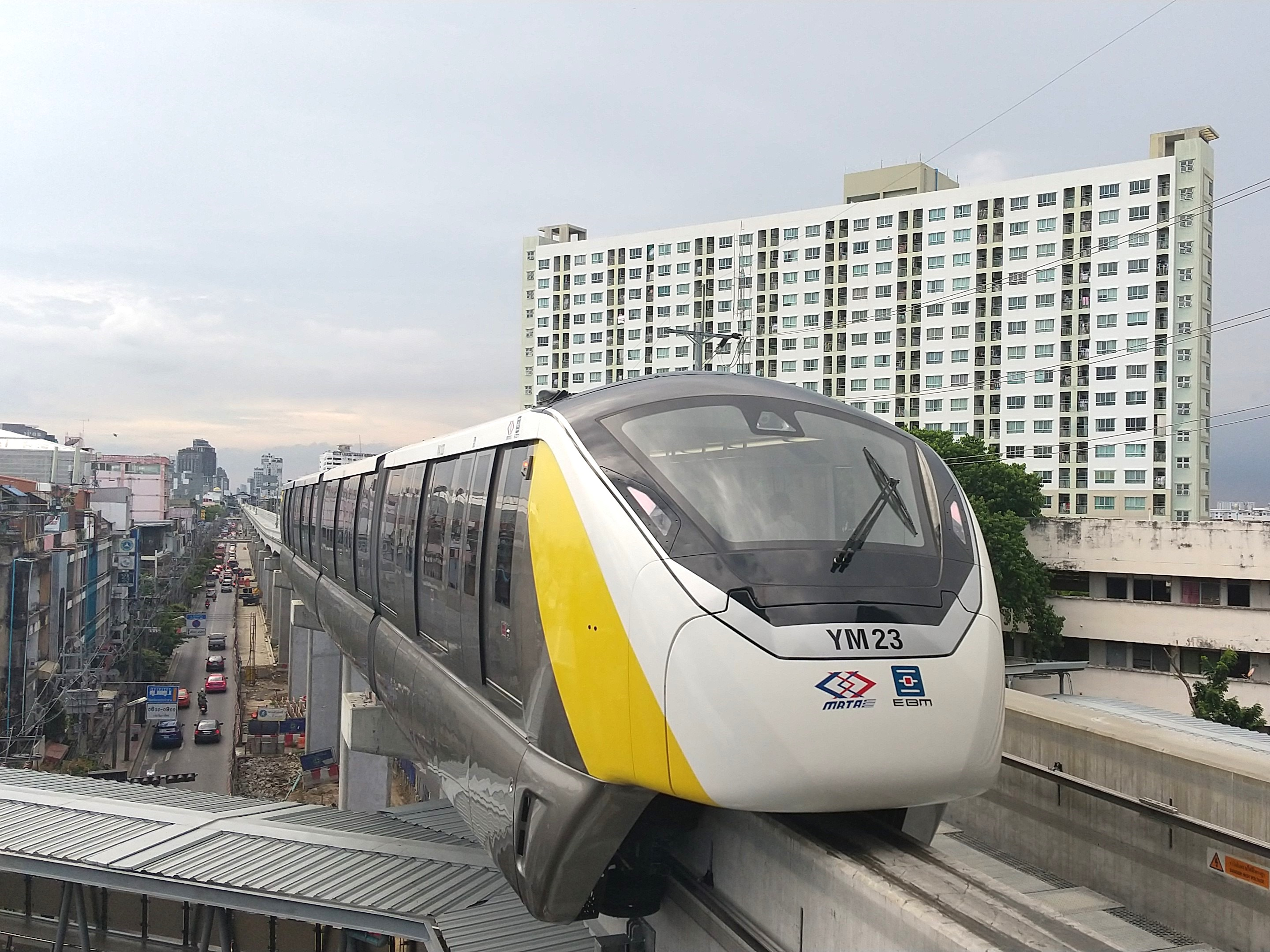
イエローライン

全区間が地上を走り、全駅が高架駅かつ相対式ホームである。
イースタン・バンコク・モノレール (Eastern Bangkok Monorail Co., Ltd.)により運営されている。
車両基地はシーイアム駅の東側に設けられている。

### ピンクライン

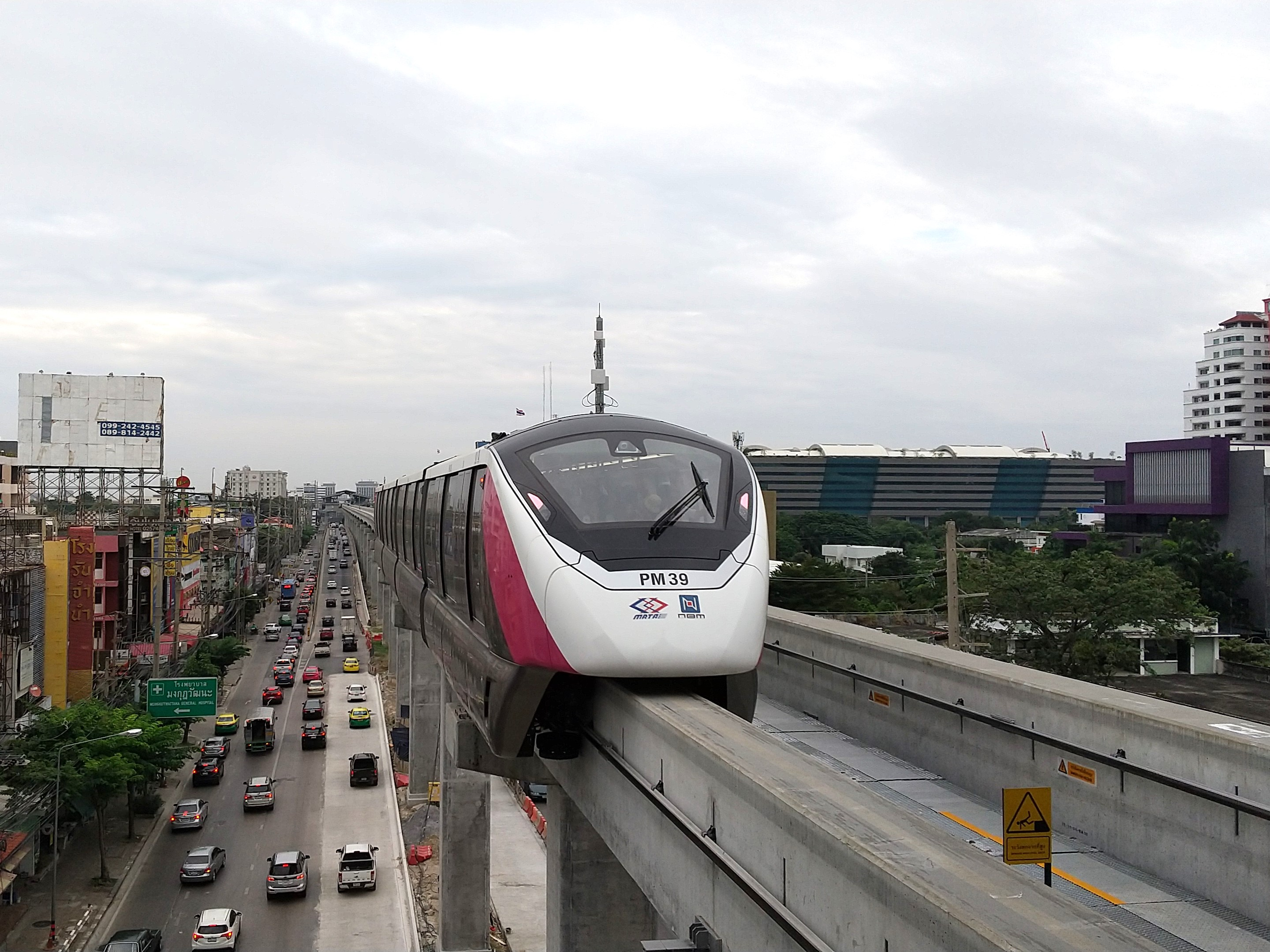
ピンクライン

ノーザン・バンコク・モノレール (Northern Bangkok Monorail Co., Ltd.)により運営されている。 
インパクトリンクはインパクト・ムアントーンターニーへ接続する支線として計画され、2021年2月に設計、建設に向けた契約が行われた。

### オレンジライン
工事中の新線。ブルーライン・バーンクンノン駅を起点とするが、計画見直しにより同線タイ文化センター駅を暫定的な起点とする東側区間の先行開業を目指す。一方、残る西側区間は入札を巡る紛争により着工に至っていない。
車両基地はラーマ9世駅付近のブルーライン基地に隣接している（工事中）。

## 事故
開業から5ヶ月が経過した2005年1月17日、フワランポーン駅へ向かう電車がタイ文化センター駅を出発した所で、後ろから空の車輌が追突。追突された車輌には700人の乗客が乗っていたが、およそ100人の乗客が負傷した。人為的ミスが原因。
その後、約2週間営業を停止し、2月1日に復旧。

## その他
交通渋滞が激しいため、パークアンドライドを目的にラートプラオ駅とタイ文化センター駅、シーイアム駅に駐車場を設けた。パープルラインでもクローンバーンパイ駅に開業当時から駅東側に駐車場が設けられている。
2005年9月9日よりスクムウィット駅にてメトロモールと呼ばれるショッピングモールが開業。今まで売店も無く飲食も出来なかった地下鉄において、このメトロモールが開業したことにより、より利便性が高まった。ただし飲食はメトロモール内のみで可能で、その他の地下鉄構内では不可能。その他、ペッチャブリー駅でも開業。最終的に11の駅で開業する見込み。

## 延伸計画
ブルーラインについては、全線開通したものの、調査段階ではあるがクラトゥムベーン郡方面への延伸構想が報じられている。
パープルラインについては、タオプーン以南の地下区間、およびチャオプラヤー川対岸側の高架区間、計23.6 kmが政府承認を得ているが、着工に至っていない。詳細は当該記事を参照。
他、MRTAなどにより下記の路線の計画、建設中の路線がある。
- ブラウンライン（英語版）[22]
- グレーライン（英語版）
- ライトブルーライン（英語版）
- プーケットLRT（英語版）[23]
- チェンマイLRT（英語版）[24]
- ナコーンラーチャシーマーLRT[25]
- ピッサヌロークLRT[26]
- コーンケーンLRT（英語版）